# 岩橋徹 (地質学者)
岩橋 徹（いわはし とおる、1927年9月4日 - ）は、日本の地質学者、教育者。静岡大学名誉教授。
1993年4月1日-1994年8月常葉学園大学教育学部教授。
2010年4月瑞宝中綬章受章。

## 経歴・人物
アメリカ合衆国カリフォルニア州サンフランシスコに生まれる。
1945年福岡県立中学修猷館、1948年旧制福岡高等学校理科甲類を経て、1952年九州大学理学部地質学科を卒業。同年同大学大学院前期課程(旧制)に入学し、1954年4月中退して同大学理学部助手となる。
1962年3月九州大学より論文「”佐世保炭田”炭の石炭化度の地質学的研究」で理学博士の学位を取得。1964年4月九州大学教養部講師となる。
1965年4月静岡大学教育学部助教授に転じ、1970年6月同教授に就任。1981年4月には同大学大学院教育学研究科を担当している。
1978年4月静岡大学教育学部就職委員会委員長、1980年4月から3年間静岡大学教育学部附属静岡小学校校長も務めた。
1991年3月静岡大学を停年退官、同年4月名誉教授となる。
1974年7月から12年間静岡県温泉審議会委員、1976年6月から14年間日本応用地質学会評議員、1989年6月静岡県地学会会長なども務めた。